# Урса (Іллінойс)
Урса (англ. Ursa) — селище (англ. village) в США, в окрузі Адамс штату Іллінойс. Населення — 609 осіб (2020).

## Географія
Урса розташована за координатами 40°4′27″ пн. ш. 91°22′22″ зх. д. / 40.07417° пн. ш. 91.37278° зх. д. (40.074157, -91.372758).  За даними Бюро перепису населення США в 2010 році селище мало площу 1,80 км², уся площа — суходіл.

## Демографія
Згідно з переписом 2010 року, у селищі мешкало 626 осіб у 261 домогосподарстві у складі 174 родин. Густота населення становила 347 осіб/км².  Було 271 помешкання (150/км²).
Расовий склад населення:
| - 98,6 % — білих - 0,3 % — корінних американців - 0,3 % — азіатів - 0,2 % — чорних або афроамериканців |

До двох чи більше рас належало 0,2 %. Частка іспаномовних становила 0,6 % від усіх жителів.
За віковим діапазоном населення розподілялося таким чином: 24,6 % — особи молодші 18 років, 59,1 % — особи у віці 18—64 років, 16,3 % — особи у віці 65 років та старші. Медіана віку мешканця становила 39,6 року. На 100 осіб жіночої статі у селищі припадало 91,4 чоловіків;  на 100 жінок у віці від 18 років та старших — 90,3 чоловіків також старших 18 років.
Середній дохід на одне домашнє господарство  становив 57 424 долари США (медіана — 42 778), а середній дохід на одну сім'ю — 71 140 доларів (медіана — 59 643). За межею бідності перебувало 9,5 % осіб, у тому числі 15,9 % дітей у віці до 18 років та 6,1 % осіб у віці 65 років та старших.
Цивільне працевлаштоване населення становило 361 осіб. Основні галузі зайнятості: освіта, охорона здоров'я та соціальна допомога — 27,4 %, виробництво — 18,8 %, роздрібна торгівля — 12,2 %, транспорт — 9,4 %.